# Kim Carnes (album)
Kim Carnes è il secondo eponimo album discografico in studio della cantante Kim Carnes, pubblicato nel 1975.

## Tracce
1. You're a Part of Me (Kim Carnes) – 3:32
2. Bad Seed (Carnes, Dave Ellingson, Mentor Williams, Eddie Reeves) – 4:30
3. And Still Be Loving You (Carnes, Ellingson) – 4:45
4. Hang On to Your Airplane (Honeymoon) (Carnes, Ellingson) – 3:00
5. Do You Love Her (Carnes) – 3:48
6. Somewhere in the Night (Will Jennings, Richard Kerr) – 3:40
7. Nothing Makes Me Feel as Good as a Love Song (Carnes) – 2:55
8. It Could Have Been Better (Carnes, Ellingson) – 2:28
9. Waiting for the Pain to Go Away (Stephen H. Dorff, Milton L. Brown) – 3:10
10. What Good Is Love (Later on the Equator) (Carnes, Ellingson) – 3:22
11. Good Old Days (Carnes, Ellingson) – 3:00